# لوران وولف
لوران وولف (بالفرنسية: Laurent Wolf )‏ (و. 1971  م) هو دي جي النادي، ودي جي، ومنتج أسطوانات فرنسي، ولد في تولوز، بدأ مشواره المهني سنة 1992.

## جوائز
حصل على جوائز منها:
- جوائز الموسيقى العالمية.

## وصلات خارجية
- لوران وولف على موقع IMDb (الإنجليزية)
- لوران وولف على موقع ميوزك برينز (الإنجليزية)
- لوران وولف على موقع أول ميوزيك (الإنجليزية)
- لوران وولف على موقع ديسكوغز (الإنجليزية)

- لوران وولف في قاعدة بيانات الأفلام على الإنترنت